# Rhabdotis sobrina
Rhabdotis sobrina är en skalbaggsart som beskrevs av Hippolyte Louis Gory och Achille Rémy Percheron 1833. Rhabdotis sobrina ingår i släktet Rhabdotis och familjen Cetoniidae. Utöver nominatformen finns också underarten R. s. aethiopica.